# Santíssimo
Santíssimo es un barrio de Río de Janeiro ubicado en la Zona Oeste de la ciudad. 
Limita con los siguientes barrios: Bangu, Campo Grande, Senador Camará y Senador Vasconcelos.

## Administración
Santíssimo está bajo la administración de la Prefeitura da Cidade do Rio de Janeiro, Subprefeitura da Zona Oeste y XVIII Região Administrativa - Campo Grande.
El barrio es parte de la Área de Planejamento 5 y Região de Planejamento 5.2 - Campo Grande.